# Dans le ventre du dragon
Dans le ventre du dragon è un film del 1989 diretto da Yves Simoneau.
Il film, prodotto da Production Québec-Amérique e Film Lenox e distribuito da Alliance Atlantis Vivafilm, è un insieme di fantascienza e d'humor.

## Trama
Lou, incapace di sopravvivere con il minimo salario del suo lavoro, decide di farsi assumere come cavia dallo scienziato Lucas. Lucas, genialmente confusa, ha come scopo di dimostrare che l'intelligenza umana può essere artificialmente aumentata, David ne darà la prova anche se le cose per lui sembrano diventare molto rischiose. Fortunatamente per lui, i suoi amici Steve e Bozo, che sospettavano qualcosa, riescono ad infiltrarsi nel laboratorio e dopo una serie di tentativi riescono a salvare Lou.

## Distribuzione
Il titolo statunitense del film è In the Belly of the Dragon.

## Riconoscimenti

### Genie Awards
- 1989 - Outstanding Film of the Year al London Film Festival.
- 1990 - Genie Award - Candidatura per il miglior suono Paul Dion.